# Багатокамерна зйомка
Багатокамерне знімання (англ. multiple-camera setup, multiple-camera mode of production, multicam) — метод знімання в кінематографі і на телебаченні, заснований на одночасному фільмуванні однієї й тієї ж сцени кількома кіно- або відеокамерами. У результаті виходить два або кілька записів зображення з різних точок і з різним розміром плану, отриманих одночасно. При монтажі сцени, використовуються найбільш виразні частини відзнятого кожною камерою матеріалу. Фрагменти плівок з різних камер склеюються в готовий фільм так, щоб дія тривала безперервно, без часового стрибка. Синхронізація зображення з різних камер і звуку здійснюють за допомогою часового коду, а в кінематографі для цього використовуються спеціальні звукомонтажні столи з чотирма стрічкопротяжними трактами. При телевізійному зніманні монтаж часто відбувається в реальному часі за допомогою комутації сигналів з різних камер, яку виконує режисер відеомікшером.
Не слід плутати багатокамерне знімання з багатокамерними системами кінематографа, розрахованими на одержання зображення, складеного з частин, які одержують з різних кінокамер. Такі системи з трьох і більше камер існували для фільмування панорамних і кругорамних форматів.

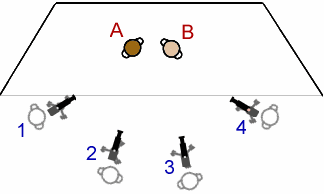
Схема багатокамерне знімання

## Технології багатокамерного знімання
У телебаченні та кінематографі способи багатокамерного знімання можуть відрізнятися. У телевізійній технології всі камери, які беруть участь у фільмуванні сцени або сюжету, завжди працюють постійно, але готовий відеозапис можна отримати одним із двох способів:
- комутація сигналів з передавальних телекамер безпосередньо під час знімання режисером. Такий спосіб є єдиним при прямих телетрансляціях;
- подальший монтаж відеозапису з різних камер і синхронізованого за часовим кодом звуку, який записують одночасно з зображенням і звуком кожної камерою.

При кінозніманні можливі три способи:
- паралельне безперервне фільмування кількома кінокамерами з відбором потрібних планів в процесі подальшого монтажу. При цьому способі неминуча перевитрата дорогої кіноплівки, більша частина якої використовується для створення фільму;
- почергове фільмування кількома кінокамерами, включаються за допомогою пульта по команді режисера або головного оператора. Такий спосіб дозволяє економити кіноплівку;
- спосіб, аналогічний попередньому, але доповнений застосуванням відеоконтролю за допомогою телевізира. Це найбільш досконалий спосіб багатокамерного кінознімання, який дозволяє візуально контролювати сцену з моніторів відеоконтролю. Такий спосіб вперше був застосований як альтернативний кінорегістрації відео, до винаходу відеозапису. Для багатокамерного знімання з телевізором в 1970-х роках створювалися спеціалізовані комплекси знімальної апаратури, що становлять замкнену телевізійну систему. Для підвищення точності монтажу в кінознімальних апаратах для цієї технології застосовувалося світлове маркування кіноплівки. З найбільш відомих систем багатокамерного знімання, що застосовувалися в тому числі у вітчизняному кіновиробництві, можна назвати комплекси «Система-35» фірми Mitchell (США) або «Електронік-Кам» фірми Arri (Німеччина)[1].

## Застосування
Багатокамерне знімання особливо ефективна при фільмуванні акторських діалогів. Різні камери можуть знімати різних акторів при різному розмірі плану, дозволяючи прискорити й спростити знімальний процес, щоб не знімати діалоги окремо для кожного його учасника з подальшим склеюванням.
Багатокамерне знімання краще з погляду динаміки та акторського виконання, адже епізод розігрується без зупинок, що дозволяє акторам грати логічно і правдоподібно. З іншого боку, при багатокамерному зніманні часто потерпає сценографія, оскільки ідеально вибудувати кадр одночасно на кілька камер неймовірно важко. Крім того, багатокамерні знімання дорожчі та призводять до великої витрати кіноплівки, більша частина якої не використовується у фільмі. Склад операторської групи збільшується, тому що необхідно обслуговувати кілька апаратів.
Разом з тим багатокамерне знімання різко підвищує продуктивність, оскільки фільмування епізоду відбувається відразу, без перестановки освітлення і камер для кожного акторського плану. Така технологія найбільш популярна при виробництві телефільмів, однак застосовується і в повнометражних фільмах. В СРСР багатокамерне знімання вперше використали в художньому кінематографі 1963 року. 
Також варто відзначити, що подібний прийом знімання дуже ускладнює постановку якісного художнього освітлення. Тому в більшості випадків застосовують безтіньовий вид освітлення переднього плану.
Крім художнього кінематографа і телевізійних ток-шоу, багатокамерне знімання ефективна при телевізійній трансляції спортивних змагань або музичних шоу. При цьому багатокамерне знімання дозволяє миттєво перемикати камери, розташовані в різних місцях дії, іноді віддалених один від одного на значній відстані. Крім того, багатокамерне знімання дозволяє стикувати плани з камер, встановлених нерухомо, з планами рухомих камер на візках, операторських кранах або стедікамах. Така побудова відеоряду істотно підвищує його виразність.